# Poušť (přírodní památka)
Poušť je přírodní památka u Včelné pod Boubínem v okrese Prachatice. Spravuje ji Správa NP Šumava. Důvodem vyhlášení je ochrana smrkového porostu s velkým výskytem mravence lesního (Formica rufa Linnaeus).